# جون هاغلين
جون هاغلين (بالإنجليزية: John Hagelin)‏ (و. 1954 – م) هو فيزيائي، وسياسي من الولايات المتحدة الأمريكية . ولد في بيتسبرغ (بنسيلفانيا) .

## التعليم
تعلم في دارتموث، وجامعة هارفارد

## جوائز
حصل على جوائز منها:
- جائزة إيج نوبل.